# 박진 (1560년)
박진(朴晉, 1560년 8월 25일 ~ 1597년 3월)은 조선의 무신, 군인으로, 여러 전투에 참가해 공을 세워 벼슬을 지냈다. 초기의 밀양성 전투에서는 패배하였으나 영천성에서 의병 주도로 벌어진 영천성 전투를 지원하여 승전을 거두었고 이후 왜적 111명의 수급을 베어 왕에게 올렸으며, 제2차 경주성 전투에서 승리를 거두었다. 이후 동지중추부사, 1594년 경상우도병마절도사, 순천부사, 그 뒤 전라도병마절도사 등을 거쳐 1596년 황해도병마절도사 겸 황주목사를 지냈다.
일본군 장수 사야가는 그를 만나 조선으로 귀순하였다. 사후 증 병조판서에 증직되고 응천군(凝川君)에 추봉되었으며, 후에 다시 의정부좌찬성에 추증되었다. 본관은 밀양, 자는 명보(明甫) 또는 명부(明夫), 여회(汝晦), 시호는 의열(毅烈)이다. 정유길(鄭惟吉)의 문인이다.

## 생애

### 생애 초기

#### 출생과 가계
박진은 1560년 경상남도 밀양부 밀양읍 내일동에서 병조판서에 추증되었다가 다시 증 의정부영의정에 추증되고 밀흥부원군(密興府院君)에 추봉된 박인수(朴麟壽)와 김자달(金自達)의 딸 증 정경부인 강릉김씨의 장남으로 태어났다.
아버지 박인수는 절충장군(折衝將軍) 행의흥위부호군(行義興衛副護軍)과 병마절도사를 지냈은아 후일 그의 공적으로 여러번 추증되어 병조판서에 추증되었다가 다시 의정부영의정으로 추증되고 밀흥부원군에 추봉되었다. 규정공 박현의 후손으로, 충정공 청재 박심문의 5대손이다. 증조부 박백령은 사헌부감찰을 지냈고, 할아버지 박언은 세자익위사부솔을 지냈다.
어려서부터 글을 잘 지었고, 후일 정승을 지낸 임당(林塘) 정유길(鄭惟吉)의 문하에서 수학하였다.

#### 과거 급제와 군인
자는 여회(汝晦), 명보(明甫) 또는 명부(明夫)였다. 일찍이 윤화달의 딸 파평윤씨와 결혼했으나 상처하고 계배인 김시회의 딸 안동김씨와 재혼하였다.
무관가문 출신으로 일찍이 음직으로 군관이 되었다. 여절교위(厲節校尉)로 재직 중 1583년(선조 16년) 24세에 별시무과(別試武科)에 병과로 급제(及第)하였다.
이후 비변사(備邊司)에서 무신으로 있다가 1589년(선조 22년) 무인을 불차채용할 때 심수경(沈守慶)의 추천으로 등용되어 선전관을 거쳐 1592년 밀양 부사(密陽府使)가 되었다.

### 임진왜란

#### 전란 초기

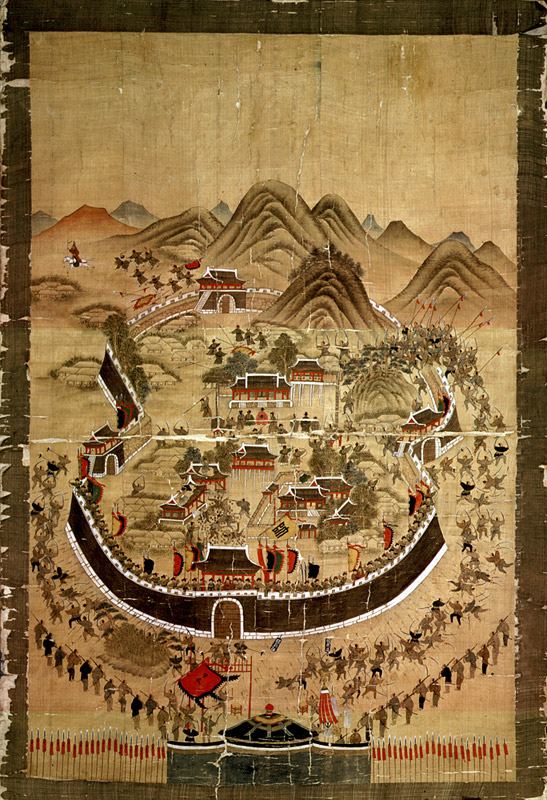
동래성 전투장면을 그린 동래부순절도

1592년(선조 25년) 임진왜란이 일어나자 그해 4월 동래성을 함락시키고 올라오는 왜군을 맞아 우병사 학봉 김성일(金誠一)과 함께 진주(晉州)에서 왜군과 맞서 싸웠다. 이후 부사 박진은 군(郡) 내 병사 3백여 명을 이끌고 동래성으로 지원 나갔다. 당시 성을 빠져 나온 경상좌병사 이각과 함께 동래성 북쪽의 소산역에 방어진을 구축하였다. 박진의 군사는 제1선에, 이각의 병사는 제2선에 배치했다.

#### 밀양성 전투 패전
일본군이 부산진을 함락시키고 동래성을 점령하자 놀란 조선군 병사들은 전의를 상실하고 뿔뿔이 흩어져버렸다. 박진은 소산역에서 퇴각하여 밀양성으로 되돌아갔다. 4월 16일 밀양성으로 복귀한 박진은 남은 병력의 수습도 여의치 않았다. 박진이 병사를 모병하는 동안 일본군 선발대가 밀양 근처까지 진격하였다는 첩보를 접했다. 이후 경상좌병사 이각 등과 함께 소산을 지키다 패배하고 왜군이 성안으로 몰려오자 성안에서 싸우다 포위되었으며, 탈출하여 밀양부를 불을 지르고 후퇴했다.
이때 경상우도 방어사 조준(趙俊)의 종사관 이수광(李睟光)은“박진(朴晉)이 밀양 부사로서 왜적이 크게 쳐들어온다는 소식을 듣고는 성을 지키다가는 반드시 빠져나가지 못할 것으로 여겨 도망갈 계책을 내어 황산(黃山)으로 잔도(棧道)에서 왜적들을 방어하겠다고 핑계하고서 군사를 거느리고 성을 나가 그대로 도망갔다.”며 비판하였다.

#### 작원관 전투
박진은 밀양에서 동쪽으로 40리 떨어진 작원관에 방어선을 구축하였다. 작원관은 부산에서 양산, 밀양, 청도, 대구를 거쳐 서울로 가려면 꼭 통과해 가는 교통의 요충지였다.
일본의 제1군 고니시는 동래성을 함락시킨 다음 날인 16일 본국으로 전황 보고서를 보냈다. 그리고 양산 군수 조영규가 동래성에서 전사하여 방어 병력이 전무한 양산으로 곧장 진격한 일본 제1군의 선발대는 17일 양산에 무혈 입성했다. 4월 18일 동래성에 주둔한 일본 주력군까지 양산으로 진격했다. 그들은 다시 밀양성 방면으로 선발 부대를 급파시켰다. 여러 곳에서 승리하여 기세가 하늘처럼 높아진 일본군은 파죽지세로 낙동강을 따라 밀양성으로 달렸다. 일본군은 저항하는 군사도 없는 무인지경에 빠져 무풍지대나 다름없는 낙동강을 따라 북진하였다.
고니시가 주력군의 선두에 서고 소오 요시토시 등 여섯 장수가 일본군 병력 1만8700명을 이끌고 밀양성의 병력을 만났는데, 조선군의 시선을 자신에게로 집중시킴과 동시에 별동대를 내륙의 산악 지형으로 우회시켰다. 이때 박진은 험한 산이 낙동강과 맞닿아 있는 양산에서 밀양으로 향하는 좁은 길과 강의 벼랑 사이에 적은 군사들로 길목을 지켰다.
작원관 전투 무렵 경상감사 김수의 독려로 전라도와 경상우도의 인근 군현에서 소규모 조선군이 지원을 오고 있었다. 이 조선군들은 박진의 선발대와 마주쳤다. 이들을 일본군의 주력으로 오인하여 급히 퇴각하다가 수많은 병사들이 낙동강에 빠져 죽었다.
박진은 일본군의 우회 사실을 뒤늦게 알아차렸다. 박진은 군관 이대수와 김효우 등의 직속 군사 수십 명을 거느리고 우회 부대를 공격하였다. 조선군은 앞에는 절벽이요, 뒤와 옆은 적이었다. 그들은 죽느냐 죽이느냐하는 배수진을 치고 격전을 벌였다. 화살이 다 떨어지자 돌과 바위를 굴러 항전하다 조총에 총격을 당해도 일본군을 끌어안고 강물에 뛰어들었다. 정면으로 들어오는 일본 주력군도 앞면과 옆면으로부터 공격해 왔고, 최후의 일각까지 밀양 관군은 치열한 육박전을 벌였지만 일본군의 대병력을 이기지 못했다. 군관 이대수, 김효우 등 3백여 군사가 거의 전멸당하고, 부사 박진과 부하 몇 명만 후퇴했다. 박진은 작원관 방어선이 무너지자 성 안의 각종 시설과 군량 창고를 불태우고 도주했다.

#### 영천성 전투
이후 동년 5월 경상좌도병마절도사가 되어 남은 병사를 수습해 소규모 전투에서 활약했으며 동년 8월 영천성 전투 당시 영천성(永川城)은 함락되었으나 영천 백성들이 자발적으로 정세아, 조희익 등을 중심으로 의병을 결성하고 영천성을 근거지로 하여 안동 주둔 왜군과 상응하고 있었던 왜적을 격파하려 하자 이 소식을 접하고 별장 권응수(權應銖)에게 군사를 딸려 파견, 의병을 돕게 하여 영천성을 탈환했다. 권응수의 지휘로 조선군은 대승을 거두고 말 200 여필, 총통과 창검 900 여개를 노획하였고 일본군의 포로로 끌려간 조선 백성 1천 90여명을 구출하였다.
이때 박진은 경주 안강에 본진을 두고 영천성 전투를 배후에서 지원하였는데, 사실은 의병을 자신의 휘하에 두지 못하는 것에 대하여 불만이 있었다. 그러나 전투가 시작되기 전 부관인 별장 권응수를 보내 이들을 지원하게 했고, 전투가 본격적인 시작되기 전에는 군관 변응규를 보내 치사(致辭)를 하고 군기(軍器)와 화약류 등을 보내주고 지원, 격려하는 등 장수로서 넓은 도량을 보였다.

#### 항왜 사야가 귀순
임진왜란 초기 일본군인 사야가(김충선으로 개명)가 그에게 귀순하였다. 사야카는 선조에게 김해 김씨 성을 하사받고 이름을 충선(忠善)이라 지었다. 그는 임진왜란이 발발했을 때 가토 기요마사(加藤淸正)의 좌선봉장으로 조선을 침략하였다. 하지만 사야가는 한 차례의 전투도 하지 않은 채 경상도 병마절도사 박진에게 귀순한다.
| “ | 이번에 명분 없는 전쟁을 당하여 본의 아니게 선봉이 되어 삼천 명의 병사를 이끌고 조선으로 왔습니다. … 인의의 나라를 도저히 공격할 수 없어 저는 전의를 잃고 말았습니다. … 다만 저의 소원은 이 나라의 예의문물과 의관풍속을 아름답게 여겨 예의의 나라에서 성인나라 조선의 백성이 되고자 할 따름입니다. | ” |

도요토미 히데요시가 일으킨 전쟁의 대의명분을 찾을 길 없던 사야카는 항왜의 길에 들어서 조선장수가 되어 경상도 여러 전투에서 공훈을 세운다.

#### 제1차, 제2차 경주성 전투

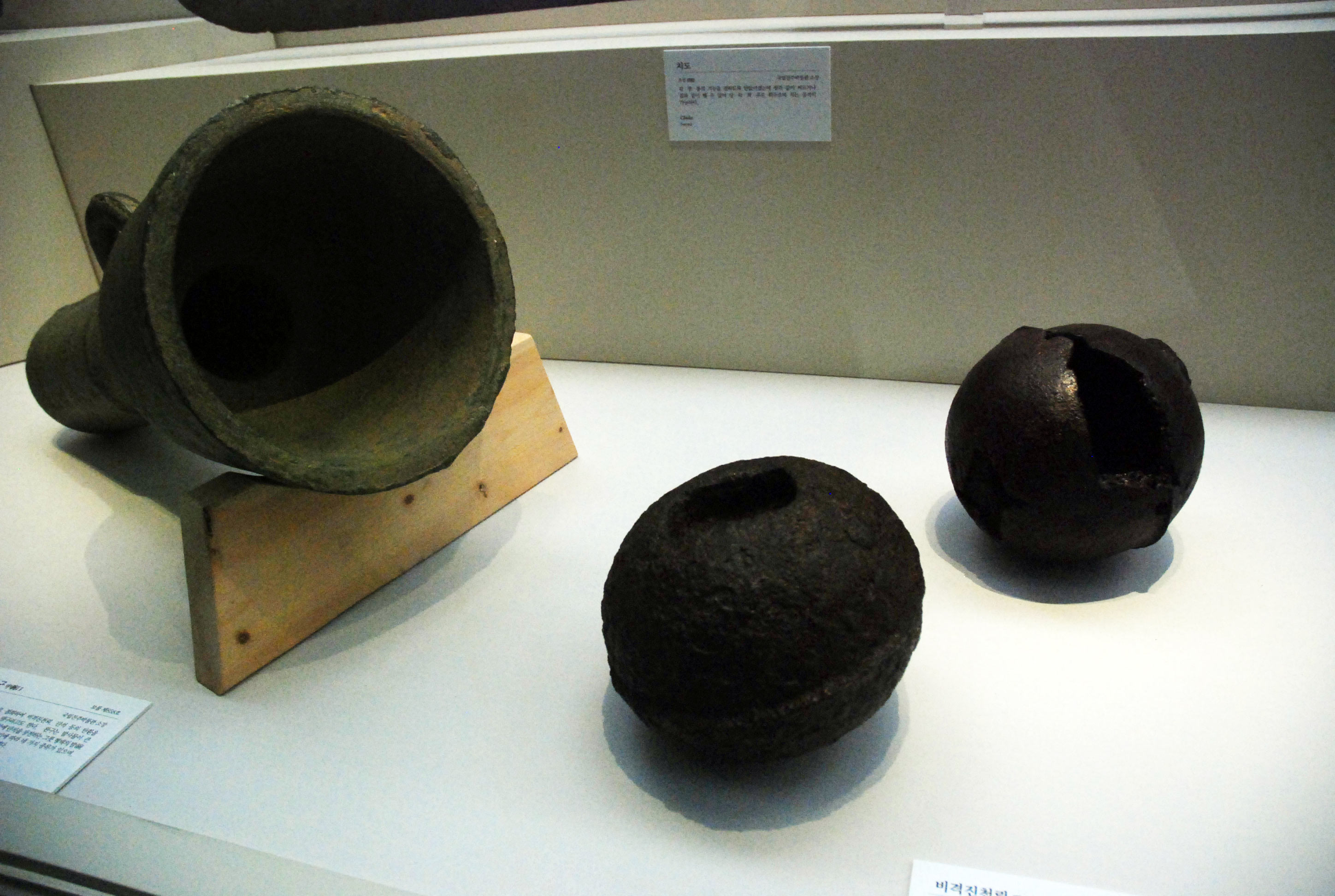
임진왜란 때 사용된 비격진천뢰

이어서 안강(安康)에서 장군 회의를 열어 16읍의 군사를 이끌고 경주성(慶州城)을 탈환하기 위해 병력을 편성하여 권응수(權應銖), 경주 판관(判官) 박의장(朴毅長) 등을 선봉으로 군사 수만을 거느리고 경주를 공격, 제1차 경주 전투를 치렀으나 복병의 기습으로 500명의 군사만 잃고 후퇴했다.
그러나 흉흉해진 군사들의 사기를 돋운 뒤 한달 후 군사를 재정비하여 다시 제2차 경주 전투를 치렀다. 이때 신예무기 비격진천뢰(飛擊震天雷) 등을 사용해 경주성을 탈환하는 데 성공하고 영남 지역의 왜군들을 해안 쪽으로 압박했다. 일본군은 상주나 서생포로 퇴각하여 영남 지역 중심부 수십개의 읍의 함락을 면할 수 있었다. 이 공으로 9월 선조로부터 양가죽 옷을 특별히 하사받았다. 1592년 9월 가선대부(嘉善大夫, 종2품)로 승진했다.
1593년(선조 26년) 2월 체직되어 동지중추부사(同知中樞府事)가 되었다. 그해 2월 일본군과 교전하여 승리하고, 일본군 수급 1백 11개를 베어 왕이 있는 의주 행재소에 보냈다. 대소신려들이 그가 보내온 수급 1백 11개를 보았으며, 이는 왕조실록에 기록되었다.
4월 12일 왕명으로 한 자급 특진하여 가의대부가 되었다.

### 생애 후반

#### 한성부 상경과 재출정
그해 4월 별장(別將)에 임명되어 한성부로 소환되었다. 이때 그는 오랫동안 습증(濕證)을 앓아 활을 당길 수가 없었다. 그러나 전처럼 칼날을 무릅쓰고 싸울수는 없었으나 위엄과 명성이 이미 드러나 있어 아군들도 그를 신뢰하였다. 4월 20일 왕명으로 명나라의 유총병을 만나 군사에 대한 일을 논의하고 명나라 이 제독의 파병을 왕에게 보고하였다.
당시 피난중 행재소(行在所)의 호위문제를 고민하던 선조는 박진의 전과와 명성을 감안하여 그를 불러올려 부원수로 임명해서 여러 장수들을 독전시키려고 계획하였다. 그러나 조신들은 그가 각 도와 읍에서 활동하며 두드러진 전과를 거두고 있고, 영남 지역을 회복한 것도 그의 공이므로 민심을 고려해야 된다며 반대하였다.
1593년 독포사(督捕使)로 내려가 밀양과 울산 등지에서 왜군과 교전하여 전과를 올렸다.
그해 7월 명나라 장수 관유격(毌遊擊)은 심유경(沈惟敬)의 말을 듣고 왜적을 비호하여 박진 등 네 장군을 묶어다가 곤장을 치고 욕을 보여 왕이 분개하였다. 그러나 흔들리지 않고 출정하여 일본군과 교전하였다. 11월 동지중추부사, 1594년 2월 경상우도병마절도사와 10월 순천 부사(順天府使), 그 뒤 전라도병마절도사, 1596년 11월 황해도병마절도사 겸 황주 목사(黃州牧使)를 지내고 병조참판에 올랐다.

#### 구타 치사 사건
1597년 1월 원균이 이순신의 군관을 내쫓은 것을 보고하였다.
2월 황주(黃州)에서 중국 사신을 전별(餞別)하였으나 병으로 참석하지 못했다. 이때 그는 병으로 공무를 보지 못하여 군사 훈련 등의 일을 하지 못하고 있었다.
1597년(선조 30년) 3월 정유재란 중 명나라 장수 누승선(婁承先)에게 구타당하여 후유증으로 사망하였다. 누승선에게 구타당한 뒤 그는 병으로 사직하고자 하였으나 남쪽 지방으로 내려가는 것을 피하려 한다는 혐의가 있으므로 감히 신병을 참고 있다가 사망에 이르렀다. 그러나 그를 구타한 명나라 장수는 처벌받지도 않았고, 기록에 나타나지도 않는다.
죽은 뒤에 그의 시신을 윤경립이 보자 가슴뼈가 부러져 있었다. 한준겸 역시 뼈가 부러진 것을 목격하였다.

### 사후

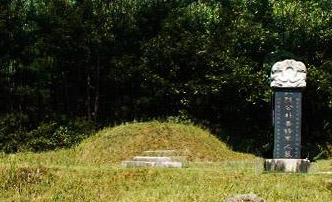
박진장군묘
(경기도 기념물 제110호)

경기도 적성군 두일리(현 연천군 백학면 두일리) 산149-2 홍의로(洪義老)의 묘소 위편에 안장되었으며, 그의 사후 모친은 그의 묘소 근처에서 살았다. 사후 윤성립과 한준겸의 건의로 조정에서 유족을 구휼하였다.
그의 구타 사망 사실은 바로 사간(司諫) 윤경립(尹敬立)이 경연에서 언급함으로써 알려졌다. 1597년 5월 사간(司諫) 윤경립(尹敬立)이 경연장에서 그가 중국인 장수에게 구타당하여 죽었으며, 그의 노모를 구휼할 것을 청하였다.
바로 병조판서(兵曺判書)에 증직되었다가 후일 응천군(凝川君)에 추봉되었고, 다시 숭정대부 의정부좌찬성(左贊成)에 추증되었다.
그의 묘소는 한때 민간인출입통제구역 내에 위치해있었으나 후에 공개되었다. 묘소의 오른쪽에는 1987년에 후손이 건립한 묘비가 세워져 있다. 묘소는 1987년 2월 12일 경기도 기념물 제110호로 지정되었다. 1736년(영조 12년) 12월 의열(毅烈)의 시호를 받았다.

## 평가와 비판
임진 왜란에 여러 고을들이 바람에 쓰러지듯 도망쳐 숨기에 여념이 없었는데, 박진은 밀양 부사(密陽府使)로 혼자서 외로운 군대를 이끌고 대적을 막으려 하였으니, 그의 충성과 의기는 여러 장수들에 비하여 탁월한 것이었다.
또한 지략이 뛰어났다는 평가도 있다. 강적이 저돌적으로 쳐들어오자 여러 고을은 달아나기에 바빠서 바람에 쓸리듯이 성을 비우고 진지를 버렸다. 그런데 박진은 외롭고 약한 군졸을 데리고 강적 사이에 홀로 서서 죽기를 작정하고 항거하여 여러번 참획하는 성과를 올렸다. 비록 남로(南路)를 차단하여 적의 기세를 저지하지는 못했으나 그의 담력과 지략은 훌륭한 점이 있었다.

## 기타
임진왜란 당시 박진은 색깔이 있는 말을 탔었는데 처음에는 적이 알아볼까 염려하여 진흙으로 발라 말의 색깔을 없앴으나 여러번 승전하여 명성이 적들에게까지 났기 때문에 일부러 말의 색깔을 내보여 적이 보기만 하여도 놀라게 했다한다.

## 같이 보기
| - 임진왜란 - 정발 - 송상현 - 정문부 - 김덕령 - 김천일 - 최경회 - 고경명 - 고인후 - 고종후 - 이복남 - 정기원 - 정기룡 | - 영천성 전투 - 제1차 경주성 전투 - 제2차 경주성 전투 - 연천 박진장군 묘역 - 홍달손 - 홍의로 - 서원 염씨 |

## 참고 문헌
- 선조실록
- 선조수정실록
- 대동야승
- 《촉영도선생안》(矗營道先生案)
- 《비변사선생안》(備邊司先生案)